# Michael Sollorz
Michael Sollorz (* 7. Februar 1962 in Berlin-Friedrichshain) ist ein deutscher Schriftsteller.

## Leben
Sollorz machte eine Berufsausbildung als Dachdecker und arbeitete dann als Zeltarbeiter beim Zirkus, Verwaltungsmitarbeiter und Zootierpfleger. Anfang der 1980er-Jahre begann er, literarische Texte zu verfassen; seit 1985 ist er freier Schriftsteller und Journalist.
Ende 1986 sendete der Rundfunk der DDR drei von Sollorz verfasste Kurzhörspiele. Zu dieser Zeit arbeitete er im von Christian Pulz, Karsten Friedel, Wolfgang Rüddenklau und Ralf Limbecker geleiteten Berliner Arbeitskreis Homosexuelle Selbsthilfe „Schwule in der Kirche“ an der Evangelischen Bekenntnisgemeinde in Berlin-Alt-Treptow mit und war dort für die Organisation von Kulturveranstaltungen und die Herausgabe des Info-Briefs des AK verantwortlich. Gleichzeitig lieferte er als IM der Staatssicherheit Berichte über die Arbeit des Arbeitskreises. Als Journalist gelang es ihm gelegentlich, Texte über schwule Themen in den DDR-Medien (so in der Jungen Welt) unterzubringen. 1988 veröffentlichten Sollorz und Frank Goyke literarische Arbeiten mit homosexueller Thematik in der Literaturzeitschrift temperamente (Heft 2/1988).
Sein damals entstandenes, unveröffentlichtes Manuskript Banale Tage wurde 1990 von der DEFA verfilmt; in Hauptrollen des unter der Regie von Peter Welz entstandenen Films sind unter anderem der zur Drehzeit 17-jährige Florian Lukas und der Schriftsteller Ronald M. Schernikau zu sehen. Seit Beginn der 1990er arbeitete Sollorz als Kolumnist für das Berliner Magazin Siegessäule und für die bundesweit erscheinende Queer; später erschienen seine Kolumnen in drei Sammelbänden (Paul und andere; Deutscher Meister im Seitensprung; Herrengedeck). Mit Abel und Joe veröffentlichte er 1994 seinen ersten Roman, gleichzeitig sein bisher größter Erfolg.
Nach einigen unter dem Pseudonym Fabian Kaden veröffentlichen erotischen Romanen wurde erst sein im August 2008 erschienener Roman Die Eignung auch verstärkt außerhalb der Szene-Medien rezipiert. Das Buch ist ein Psychogramm eines Hausmeisters in einer Ostberliner Plattenbausiedlung, der (im Auftrag seines einstigen Zugführers bei der DDR-Bereitschaftspolizei) als Kundschafter einer (imaginären?) Partisanenarmee zur Bekämpfung des kapitalistischen Systems agiert.
Sollorz hat eine erwachsene Tochter und lebt mit seinem Lebenspartner in Berlin und in einem Dorf in der Nähe von Pritzwalk/Prignitz.

## Werke
Belletristik:
- Paul und andere. Geschichten aus’m Osten. Verlag Rosa Winkel, Berlin 1992, ISBN 3-86149-000-5
- Abel und Joe. Verlag Rosa Winkel, Berlin 1994, ISBN 3-86149-036-6.
- Orakel. Querverlag, Berlin 1996, ISBN 3-89656-002-6.
- Deutscher Meister im Seitensprung. Neue Geschichten von Paul. Verlag Rosa Winkel, Berlin 1997, ISBN 3-86149-050-1. (Illustriert von Wilfried Laule.)
- Benjamins Tagebuch. MännerschwarmSkript-Verlag, Hamburg 2000, ISBN 3-928983-86-5. (Fotos von Martin E. Kautter.) Taschenbuchausgabe ohne Fototeil: Männerschwarm Verlag, Hamburg 2007, ISBN 3-939542-08-3.
- Herrengedeck. Das letzte von Paul. MännerschwarmSkript-Verlag, Hamburg 2002, ISBN 3-935596-10-3.
- Die Eignung. Männerschwarm Verlag, Hamburg 2008, ISBN 978-3-939542-28-5.
- Piratenherz. Männerschwarm Verlag, Hamburg 2010, ISBN 978-3-939542-96-4.
- Fünfzig. Ein Tagebuch. Männerschwarm Verlag, Hamburg 2013, ISBN 978-3-86300-148-3.
- Zeit der Kräne. Roman. Quintus Verlag, Berlin 2023, ISBN 978-3-96982-066-7

Erotische Belletristik: (unter dem Pseudonym „Fabian Kaden“)
- Davids Sommer. MännerschwarmSkript-Verlag, Hamburg 2004, ISBN 3-935596-54-5.
- Leonardos Reise. MännerschwarmSkript-Verlag, Hamburg 2005, ISBN 3-935596-78-2.
- Murats Traum. Männerschwarm Verlag, Hamburg 2007, ISBN 978-3-939542-06-3.
- Das mit uns. Männerschwarm Verlag, Hamburg 2012, ISBN 978-3-86300-108-7.

 Beiträge in Anthologien:
- ohne titel. In: Temperamente 2/1988.
- Verhaltene Moll-Töne. In: Eberhard Günther, Werner Liersch, Klaus Walther, Klaus Höpcke (Hrsg.): Kritik 88: Rezensionen zur DDR-Literatur. Mitteldeutscher Verlag, Halle 1989, ISBN 3-354-00550-5.
- eine unveröffentlichte geschichte für gerhard rothbauers alltags-anthologie „jetzt“. In: Sno'Boy 1, Leipzig 1989 (Digitalisat).
- kindergeschichte. In: Klaus Hammer (Hrsg.), Labyrinthe: Träume und Traumgeschichten. Verlag Neues Leben, Berlin 1991, ISBN 3-355-01017-0.
- Bollenhagen. In: Joachim Bartholomae (Hrsg.), Grüne Nelken. Liebesgeschichten. MännerschwarmSkript-Verlag, Hamburg 1996, ISBN 3-928983-39-3.
- Der Amerikaner. In: Joachim Bartholomae (Hrsg.), Lauter schöne Lügen. 11 Liebesgeschichten. MännerschwarmSkript-Verlag, Hamburg 2000, ISBN 3-928983-80-6.
- Mausfeld. In: Jim Baker (Hrsg.): Hiebe und Triebe 2. Sexgeschichten. Querverlag, Berlin 2002, ISBN 3-89656-082-4.
- Briefe nach Moabit. In: Mathias Trostdorf & Anja Müller (Hrsg.), Mein schwules Auge 1. konkursbuch, Tübingen 2003, ISBN 3-88769-181-4.
- Nachwort (Lektüren) zu: Felix Rexhausen: Berührungen. Eine Zeitreise durch die 1960er Jahre. MännerschwarmSkript-Verlag, Hamburg 2003, ISBN 3-935596-31-6.
- Sozialismus mit Männer-Tanz. In: Wolfram Setz (Hrsg.), Homosexualität in der DDR. Meinungen und Materialien. Männerschwarm Verlag, Hamburg 2006, ISBN 978-3-935596-42-8.
- Das Geschenk. In: Rinaldo Hopf & Axel Schock (Hrsg.), Mein schwules Auge 4. konkursbuch, Tübingen 2007, ISBN 978-3-88769-394-7.

Übersetzungen:
- (mit Dino Heicker und Jim Baker) Aaron Travis: Der Gladiator. Jackwerth, Berlin 1994, ISBN 3-932117-07-7. (Im Original: Slaves of the Empire. Alternate Publishing, San Francisco 1985.)
- (mit Dino Heicker und Gerhard Hoffmann) James Purdy: Der Gesang des Blutes. Albino, Berlin 1995, ISBN 3-86187-507-1. (Im Original: In a Shallow Grave. Arbor House, New York 1975, ISBN 0-87795-124-1.)
- (mit Dino Heicker und Gerhard Hoffmann) James Robert Baker: Sexrebellen. Albino, Berlin 1996, ISBN 3-86187-506-3. (Im Original: Tim and Pete. Simon & Schuster, New York 1993, ISBN 0-671-79184-2.)
- (mit Dino Heicker) Dennis Cooper: Trug. Passagen Verlag, Wien 1996, ISBN 3-85165-222-3 (Im Original: Wrong. Grove Press, New York 1992, ISBN 0-8021-1401-6.)

Hörspiele/Radiofeatures:
- Der neue Vati. Stimme der DDR, 16. Oktober 1986. Dramaturgie: Ulrich Griebel; Regie: Bert Bredemeyer
- Lehrjahre. Stimme der DDR, 30. Oktober 1986. Dramaturgie: Ulrich Griebel; Regie: Bert Bredemeyer
- Die Weigerung. Radio DDR II, 19. Dezember 1986. Dramaturgie: Ulrich Griebel; Regie: Walter Niklaus
- Und dann auch noch das. Die falschen Orte des Ronald S. MDR, 1993. Regie: Ingo Colbow
- Früher hieß ich Alexander. Leben im falschen Körper. MDR, 1995. Regie: Holger Jackisch
- Von wegen Fahrräder. Eine Privatreise nach Vietnam. (unter dem Pseudonym „David Kaden“) MDR, 2001. Regie: Sabine Ranzinger
- Die Totenmasken des Gerhard Thieme. MDR, 1. März 2008. Regie: Ingo Colbow
- Narbenfeld – Was Kambodscha verloren hat, MDR, 2009, Regie: Sabine Ranzinger
- Duldungsanspruch, Härtefall … Ein Arbeitstag im deutschen Ausländerrecht. MDR, 2011. Regie: Henry Bernhard
- Das Grab des Bruders, SWR, 2012
- Kambodschas Söhne, SWR, 2013, Regie: Maria Ohmer
- Frau Thi lässt los, SWR, 2014, Regie: Maria Ohmer
- Vom Ich zum Wir, SWR 2014, Regie: Günter Maurer
- Vorübergehend unsterblich, SWR 2014, Regie: Günter Maurer
- Kambodschas Söhne, SWR 2015
- Vor der Wand. Hans Stempels Neuanfang mit 90, SWR 2015, Regie: Maidon Bader
- Aus dem stillen Kämmerlein, SWR 2016, Regie Maria Ohmer
- Verfluchte Heimkehr, SWR 2016, Regie: Maria Ohmer
- Im Hier und Jetzt – Der buddhistische Dirigent Thao Pham, SWR 2018
- Mutters Tag – Besuche bei einer alten Frau, SWR 2021, Regie: Michael Sollorz
- Das dunkle Erbe – Vom Umgang der DDR mit der NS-Zeit, SWR 2018
- Abenteuer Häuschen – Ein Schriftsteller greift zur Putzkelle, SWR 2022, Regie: Maidon Bader[7]
- Die Stille und der Teig, SWR 2023

Drehbücher:
- 1990/92: Banale Tage. DEFA. Regie: Peter Welz